# Clube de Futebol União de Lamas
Clube de Futebol União de Lamas é um clube português, localizado na freguesia de Santa Maria de Lamas, concelho de Santa Maria da Feira, distrito de Aveiro, em Portugal. Foi fundado a 1 de Outubro de 1932 e a maior parte dos anos de vida do clube foram passados nos campeonatos nacionais, participando durante vários anos seguidos na II Liga e na antiga II Divisão Nacional.

## História
O clube é um dos que mais sucesso tem no distrito de Aveiro. No futebol sénior e no futebol de formação arrecadou vários títulos e várias presenças nos Campeonatos Nacionais, sendo que a maior proeza que alcançou foi a subida à I Divisão Nacional na época 1941/42, sendo que mais tarde a mesma não se veio a concretizar pois nesse mesmo ano o FC Porto teria descido de divisão e, tendo mais estatuto a nível nacional, acabou por permanecer via secretaria não permitindo ao CF União de Lamas a estreia no principal escalão do futebol português.
Em seniores, o clube apresenta a conquista de três campeonatos da III Divisão em 1963/64, 1968/69 e 2005/06. Ainda em seniores, mas no futebol distrital, o clube apresenta o título em quatro campeonatos do principal escalão aveirense em 1941/42, 1942/43, 1953/54, 1962/63 e 2023/24. Conquistou ainda a II Divisão Distrital da AF Aveiro em 1959/60, a Taça AF Aveiro em 2022/23 e a Supertaça AF Aveiro em 2022/23 e 2023/24.
Devido à sua grandeza, o clube apresenta adeptos, sócios e simpatizantes por todo o concelho mas também no resto do país, nomeadamente pessoas com naturalidade no concelho da Feira.
A claque, os Papa Tintos, fundados em 1992, chegaram a ter um núcleo na cidade da Covilhã.

## Estádio
O Estádio Comendador Henrique Amorim está localizado no coração de Santa Maria de Lamas. O estádio tem capacidade para cerca de 9 mil espectadores e atualmente encontra-se em muito bom estado.
Em 1995, recebeu o jogo Portugal vs. Inglaterra para a Qualificação do Euro 1996 em Sub-21, num jogo em que os "Caloiros de Ferguson" foram derrotados por 2-0. 

## Rivalidades
Este clube apresenta rivalidade com o Lusitânia de Lourosa sendo que este jogo considerado um dos maiores apaixonantes dérbis de Portugal sendo assistido por milhares de pessoas tanto em Santa Maria de Lamas como em Lourosa e desde que começou a rivalidade houve vários episódios caricatos de parte a parte. Apresenta também rivalidade com o SC Espinho e com outros clubes do concelho.

## Palmares
- 3 - III DIVISÃO - 1963/64, 1968/69 e 2005/06
- 2 - AF AVEIRO CAMPEONATO DE ELITE - 1953/54, 1962/63, 2023/24
- 2 - CAMPEONATO DE AVEIRO - 1941/42, 1942/43
- 1 - AF AVEIRO 2ª DIVISÃO - 1959/60
- 1 - AF AVEIRO TAÇA - 2022/23
- 1 - AF AVEIRO SUPERTAÇA - 2022/23, 2023/24

## Patrocinadores
O clube é patrocinado pelo Grupo Amorim, devido à importante ligação que a família tem ao clube.
- «Página do Clube»
- «Página da Secção de Atletismo do Clube»